# Goyachalepus
Goyachalepus là một chi bọ cánh cứng trong họ Chrysomelidae.
Chi này được miêu tả khoa học năm 1929 bởi Pic.

## Các loài
Chi này gồm các loài:
- Goyachalepus donckieri Pic, 1929